# Arnold Ipolyi

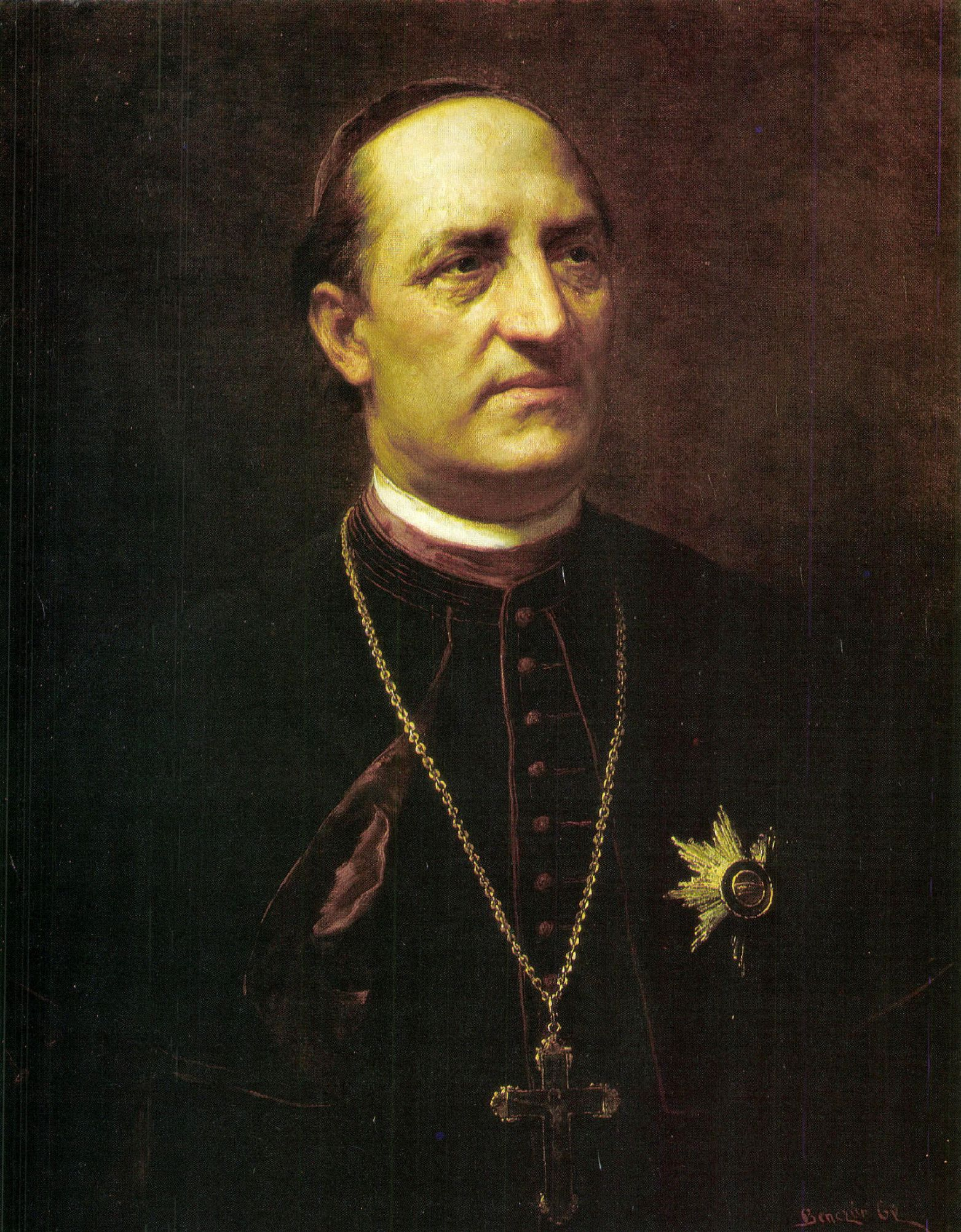
Arnold Ipolyi, Porträt von Gyula Benczúr (1892)

Arnold Ipolyi (geb. Arnold Stummer; * 20. Oktober 1823 in Ipolykeszi, Königreich Ungarn; † 2. Dezember 1886 in Nagyvárad) war ein ungarischer Geistlicher, Historiker und Kunsthistoriker.

## Leben und Wirken
Arnold Ipolyi wurde in der Erzdiözese Gran ausgebildet, studierte von 1836 bis 1838 am Collegium Emericianum in Pressburg, anschließend in Tyrnau und danach vier Jahre Theologie am Collegium Pazmanianum in Wien. 1844 trat er in das Seminar in Gran ein, empfing 1845 die niederen Weihen und wurde 1847 zum Priester geweiht. Danach war er bis 1847 Lehrer in der Familie von Baron Alajos Mednyánszky, anschließend wurde er Kurat der Sankt-Peters-Kirche in Komárom, 1848 Prediger in Pressburg, 1849 Lehrer in der Familie von Graf Lipót Ferdinánd Pálffy und dann Pfarrer in Zohor und 1860 in Törökszentmiklós. 1862 reiste er mit dem Paläontologen Ferenc Kubinyi (1796–1874) und Imre Henszlmann nach Konstantinopel, wo sie in den dort gelagerten Teilen der Bibliotheca Corviniana von Matthias Corvinus forschten. 1863 wurde Ipolyi Kanoniker von Eger und 1869 Direktor des kirchlichen Seminars in Pest. Ab 1871 war er Bischof von Neusohl (Banská Bystrica) und ab 1886 Bischof von Großwardein (Oradea).
Arnold Ipolyi beschäftigte sich neben seiner Tätigkeit als Geistlicher besonders mit historischen und kunsthistorischen Themen. Im Jahr 1854 veröffentlichte er sein erstes Werk Magyar mythologia (Ungarische Mythologie), das mit einem Preis der Ungarischen Akademie der Wissenschaften ausgezeichnet wurde. Er zog es jedoch vom weiteren Druck zurück, eine zweite Ausgabe erschien erst 1929 nach seinem Tod. In seinen weiteren Arbeiten veröffentlichte er Biografien sowie historische und kunsthistorische Betrachtungen.
Arnold Ipolyi war Mitglied der Ungarischen Akademie der Wissenschaften und ab 1867 Mitglied der Kisfaludy-Gesellschaft. Im selben Jahr war er Mitgründer und erster Vizepräsident der Ungarischen Historischen Gesellschaft, später wurde er nach Imre Mikó und Mihály Horváth der dritte Präsident. Von 1879 bis 1885 war er Präsident der Ungarischen Kunstgesellschaft.
Ipolyi schenkte 1872 der aus dem Szépművészeti Múzeum ausgelagerten Landesgemäldegalerie sechzig Gemälde. Großwardein hinterließ er seine Sammlungen zum Aufbau eines Museums.

## Schriften
Arnold Ipolyi veröffentlichte etwa 50 Arbeiten und Reden, darunter:
- Magyar mythologia. (Ungarische Mythologie.) Heckenast, Pest 1854. 2. Ausgabe: Zajti, Budapest 1929. Nachdruck der Ausgabe von 1929: Hermit, Miskolc 2011, ISBN 978-963-9654-84-6.
- Csallóköz műemlékei. (Denkmäler auf Csallóköz). 1859. Neuausgabe: Hrsg. László Koncsol. Kalligram, Pozsony 1994, ISBN 80-7149-052-0.
- A deákmonostori XIII. századi román bazilika. (Die romanische Basilika von Deáki aus dem 13. Jahrhundert.) Emich, Pest 1860. Neuausgabe: Madach-Posonium, Bratislava 2004, ISBN 80-7089-371-0.
- A középkori emlékszerű építészet Magyarországon. (Mittelalterliche Denkmäler in Ungarn.) Emich, Pest 1862.
- A középkori magyar festészet emlékeiből. (Mittelalterliche Malerei in Ungarn.) Eggenberger, Pest 1864.
- Lonovics József érsek, magyar akadémiai igazgató-tag emlékezete. (Gedenken an József Lonovics, Direktionsmitglied der Ungarischen Akademie.) Eggenberger, Pest 1868.
- Veresmarti Mihaly XVII. szazadi magyar iro elete es munkai. (Leben und Werke von Michael Veresmarti, ungarischer Schriftsteller des 17. Jahrhunderts.) Szent István, Budapest 1875.
- Geschichte der Stadt Neusohl. (Originaltitel Beszterczebánya város mveltségtörténeti vázlata.). Aus dem Ungarischen von Adolf Dux. Braumüller, Wien 1875.
- Codex epistolaris Nicolai Olah (= Monumenta Historica Hungariae: Scriptorum. XXV). Academiae Hungaricae, Budapest 1876.
- Die geschichtliche Entwickelung des Gewerbwesens in Ungarn. Eröffnungsrede in der Versammlung der Ungarischen Historischen Gesellschaft am 23. August 1877 zu Pressburg. Aus dem Ungarischen von Adolf Dux. Athenaeum, Budapest 1877.
- Geschichte und Restauration der kirchlichen Kunstdenkmale in Neusohl. Aus dem Ungarischen von Adolf Dux. Akademie der Wissenschaften, Budapest 1878.
- A magyar Szent Korona és a koronázási jelvények. (Historische und kunsthistorische Beschreibung der ungarischen Kroninsignien.) Barnaföldi, Budapest 1886.
- Bedegi Nyary Krisztina 1604–1641. (Biographie der Baronin Krisztina Nyáry.) Franklin, Budapest 1887 (online).
- Ipolyi Arnold kisebb munkái. (Sammlung kleinerer Arbeiten von Arnold Ipolyi.) Franklin, Budapest 1887.
- Lajos Kálmány (Hrsg.): Ipolyi Arnold: Népmesegyűjteménye. (Volksmärchensammlung von Arnold Ipolyi.) Athenaeum, Budapest 1914.